# Walter Wolf Racing
A Wolf Racing az 1977-es esztendőben jött létre a kanadai Walter Wolf üzletember révén.

## A csapat története

### 1975-1977
Walter Wolf 1975-ben kezdett Formula–1-es versenyeken megjelenni, a következő évben pedig úgy döntött, saját csapat révén kerül közelebb a pályán zajló eseményekhez. Megvásárolta Frank Williams csapatának 60%-t, illetve megszerezte a sportból épp kiszálló Hesketh felszerelését, köztük az autókat, amelyeket egyszerűen átcímkéztek Hesketh 308C-ről Wolf-Williams FW05 névre.
A nyolcszoros futamgyőztes Jackie Ickx lett a csapat versenyzője de még így sem úszták meg a katasztrofális szereplést. Nemhogy pontot szerezni nem sikerült, többször még a futamokra kvalifikálni sem. Wolf úgy érezte, radikális változtatásra lesz szükség, ezért eltávolította Frank Williamst a csapatvezetői pozícióból. Az 1977-es szezon előtt, amikor Argentínába utazott a csapat szóltak neki, hogy ne jöjjön. A csalódott csapatfőnök nem sokkal később megalapította új istállóját, a mai Williamst, míg a régiből megszületett a Walter Wolf Racing.

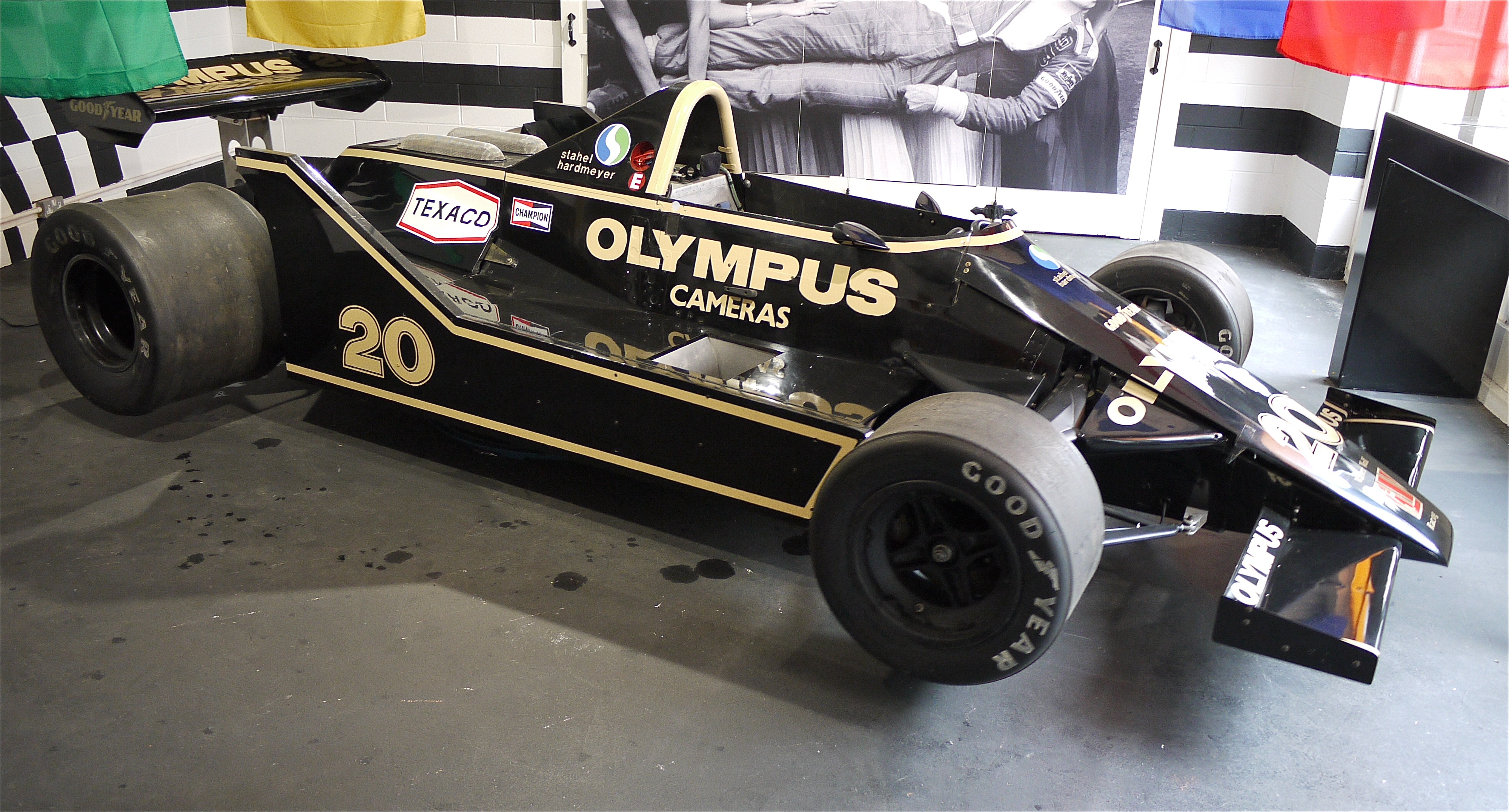
James Hunt Wolf WR8 Ford Cosworth F1-es autója.

Úgy döntöttek, csak egyetlen versenyzővel vágnak neki a szezonnak, vele azonban nagyot húztak Jody Scheckter személyében. A Wolf a többséggel ellentétben új autóval érkezett Dél-Amerikába, az alumíniumvázas WR1-et Harvey Postlethwaite, a Hesketh mérnöke tervezte. Scheckter azonban csak a 21 fős mezőny 11. rajthelyét szerezte meg, két másodperccel lemaradva a bajnoki formában levő Hunttól, akit John Watson és a tyrrelles Patrick Depailler követett.
Watson a rajtnál megelőzte Huntot, és tíz körön keresztül vezetett, amíg a világbajnok vissza nem szerezte pozícióját. Jochen Mass vette át a harmadik helyet a másik McLarennel. A wokingi istálló aztán rövid idő leforgása alatt mennyből a pokolba került, előbb Mass esett ki motorhiba miatt, három kör múlva pedig Hunt felfüggesztése ment tönkre. Ez már az 53 körös nagydíj féltávja után történt. Ismét Watson ölébe hullott a vezetés, de a felfüggesztés nála is rakoncátlankodni kezdett. Először elengedte csapattársát, Carlos Pacét, majd a futamból is kiállt, épp azután, hogy Jody Scheckter helyet cserélt Andrettivel a harmadik pozícióban. Pace a közel 40 ºC-os forróság miatt szenvedni kezdett, ekkor előzte meg őt a verseny során egyre előbbre lépdelő Scheckter, aki végül elsőként szelte át a célvonalat, történelmet írva a Wolf számára.
Bár Jody Scheckter szép számmal szállította a pontokat ebben az évben, még két futamot megnyert, Monacót és Kanadát Egy pilótával nem lehetett helyt állni a konstruktőri versenyben, így csak a 4. helyet szerezték meg. 

### 1978-1979

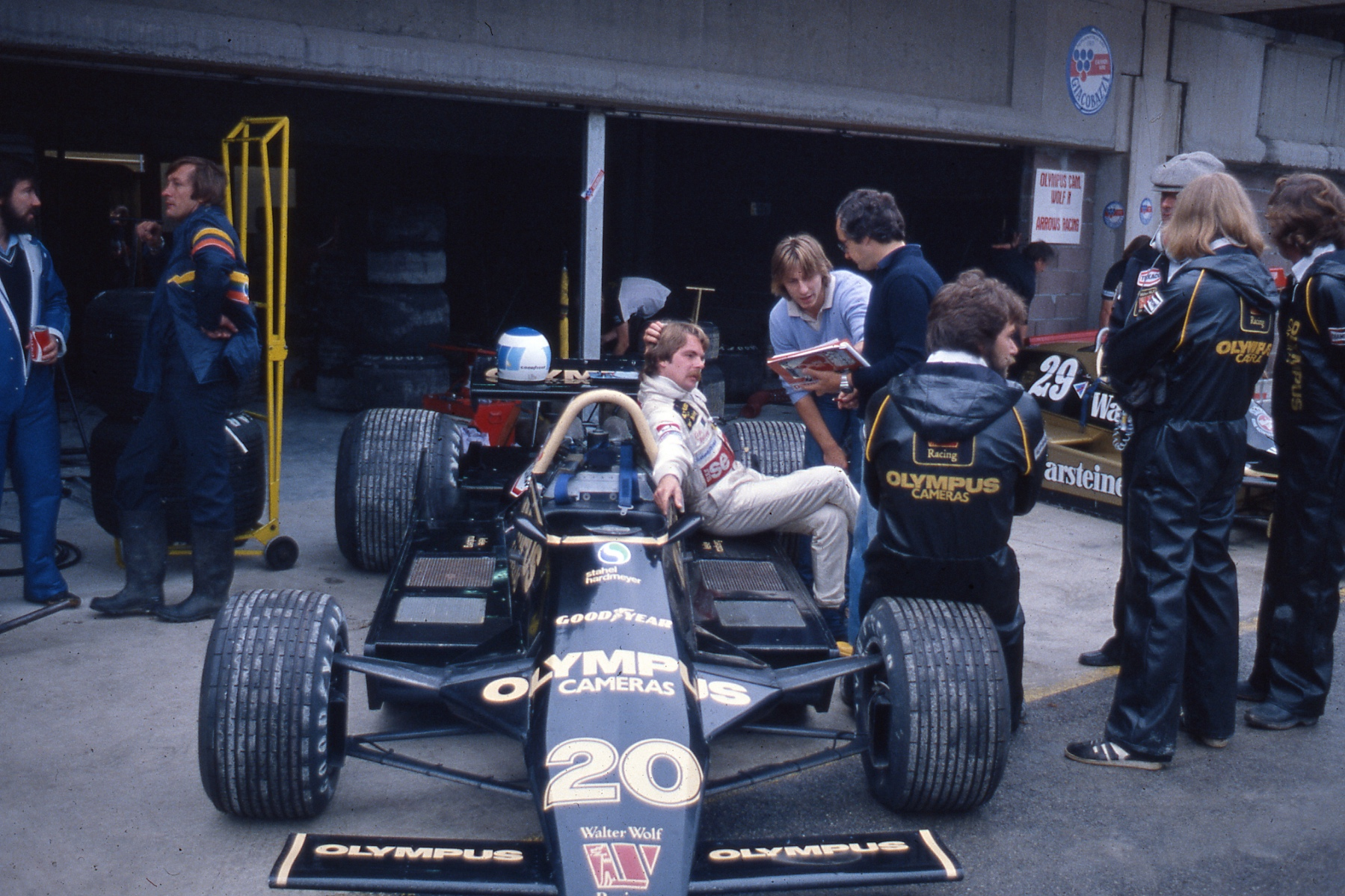
Keke Rosberg

A következő szezonnak szintén a dél-afrikai versenyzővel vágtak neki, Bobby Rahal csak az utolsó két versenyen vett részt. Ez az év már korántsem volt olyan sikeres, mint az előző, bár dobogós helyezéseket így is sikerült szerezniük. 1979-re egy új versenyzővel, az egyszeres világbajnok James Hunttal próbálták meg az 1977-es formát, ám ez nem sikerült. A csapat és saját sikertelensége miatt Hunt Monacóban visszavonult végleg a sporttól és helyét egy későbbi világbajnok, Keke Rosberg foglalta el. Miután a fiatal finnek sem sikerült a pontszerzés a következő futamokon, a csapat kiszállt a Formula–1-ből.

## Teljes Formula–1-es eredménysorozat
(Táblázat értelmezése)

(Félkövér: pole-pozícióból indult; dőlt: leggyorsabb kört futott) 

| Év   | Kasztni                      | Motor   | Gumi | Versenyzők     | 1   | 2   | 3   | 4   | 5   | 6   | 7   | 8   | 9   | 10  | 11  | 12  | 13  | 14  | 15  | 16  | 17  | Pont | Helyezés |
| ---- | ---------------------------- | ------- | ---- | -------------- | --- | --- | --- | --- | --- | --- | --- | --- | --- | --- | --- | --- | --- | --- | --- | --- | --- | ---- | -------- |
| 1977 | Wolf WR1                     | Ford V8 | G    |                | ARG | BRA | RSA | USW | ESP | MON | BEL | SWE | FRA | GBR | GER | AUT | NED | ITA | USA | CAN | JPN | 55   | 4.       |
| 1977 | Wolf WR1                     | Ford V8 | G    | Jody Scheckter | 1   | Ki  | 2   | 3   | 3   | 1   | Ki  | Ki  | Ki  | Ki  | 2   | Ki  | 3   | Ki  | 3   | 1   | 10  | 55   | 4.       |
| 1978 | Wolf WR4, Wolf WR5, Wolf WR1 | Ford V8 | G    |                | ARG | BRA | RSA | USW | MON | BEL | ESP | SWE | FRA | GBR | GER | AUT | NED | ITA | USA | CAN |     | 24   | 5.       |
| 1978 | Wolf WR4, Wolf WR5, Wolf WR1 | Ford V8 | G    | Jody Scheckter | 10  | Ki  | Ki  | Ki  | 3   | Ki  | 4   | Ki  | 6   | Ki  | 2   | Ki  | 12  | 12  | 3   | 2   |     | 24   | 5.       |
| 1978 | Wolf WR4, Wolf WR5, Wolf WR1 | Ford V8 | G    | Bobby Rahal    |     |     |     |     |     |     |     |     |     |     |     |     |     |     | 12  | Ki  |     | 24   | 5.       |
| 1979 | Wolf WR7, Wolf WR8           | Ford V8 | G    |                | ARG | BRA | RSA | USW | ESP | BEL | MON | FRA | GBR | GER | AUT | NED | ITA | CAN | USE |     |     | 0    | 15.      |
| 1979 | Wolf WR7, Wolf WR8           | Ford V8 | G    | James Hunt     | Ki  | Ki  | 8   | Ki  | Ki  | Ki  | Ki  |     |     |     |     |     |     |     |     |     |     | 0    | 15.      |
| 1979 | Wolf WR7, Wolf WR8           | Ford V8 | G    | Keke Rosberg   |     |     |     |     |     |     |     | 9   | Ki  | Ki  | Ki  | Ki  | Ki  | Nk  | Ki  |     |     | 0    | 15.      |

## Külső hivatkozások
- Retro – Jött, látott és győzött